# Список спортивних та розважальних залів Польщі
У списку наведено перелік спортивних та розважальних залів Польщі, які упорядковані за критерієм місткості від найбільшої до нижчих. Також у списку вказано місця розташування, роки відкриття, команди-експлуатанти, наявність бігових доріжок та ковзанок, кількість глядацьких місць.
Список не є вичерпним і включає тільки найбільші функціонуючі зали
- Критерій місткості — враховано сталу кількість місць, додаткове розширення та максимально можлива місткість.
- Усі зали придатні до прийому змагань з волейболу, баскетболу, футзалу та єдиноборств.
- Бігові доріжки та ковзанки можуть бути як постійними, так і тимчасовими з урахуванням можливості їх установлення.

Дані про кількість глядацьких місць взято з офіційних джерел
| Місце                    | Назва                         | Рік відкриття | Команди                                                                | Бігова доріжка | Ковзанка | Постійна кількість місць | Додаткові місця | Максимальна кількість місць | Джерело              | Зображення |
| ------------------------ | ----------------------------- | ------------- | ---------------------------------------------------------------------- | -------------- | -------- | ------------------------ | --------------- | --------------------------- | -------------------- | ---------- |
| Краків                   | Таурон Краків Арена           | 2014          |                                                                        | Так            | Так      | 11 264                   | 3 776           | 15 030                      | [ 1 ]                |            |
| Гливиці                  | Арена Гливиці                 | 2018          | ФК «П'яст» Гливиці БК «ГТК Гливиці»                                    | Так            | Так      | 10 178                   | 3 206           | 13 384                      | [ 2 ]                |            |
| Лодзь                    | Атлас Арена                   | 2009          | ВК «ЛКС Лодзь» ВК «Будовляні» Лодзь ВК «Скра» Белхатів                 | Так            | Так      | 10 049                   | 2 060           | 12 109                      | [ 3 ]                |            |
| Гданськ, Сопот           | Ерґо Арена                    | 2010          | ВК «Трефль» Гданськ БК «Трефль» Сопот ВК «Трефль» Сопот                | Так            | Так      |                          |                 | 11 100                      | [ 4 ]                |            |
| Катовиці                 | Сподек                        | 1971          |                                                                        | Так            | Так      | 9 351                    | 1 665           | 11 016                      | [ 5 ]                |            |
| Катовиці                 | Міжнародний конгресовий центр | 2015          |                                                                        | Ні             | Ні       |                          |                 | 8 309                       | [ 6 ]                |            |
| Ченстохова               | Галя Ченстохова               | 2012          | ВК «АЗС Ченстохова»                                                    | Ні             | Ні       | 5 903                    | 1 197           | 7 100                       | [ 7 ]                |            |
| Лодзь                    | Галя Лодзь                    | 1957          | ВК «Будовляні» Лодзь ВК «Скра» Белхатів                                | Ні             | Так      | 6 710                    |                 | 6 710                       | [ 8 ]                |            |
| Бидгощ                   | Лучничка                      | 2002          | БК «Вісла» Бидгощ БК «Артеґо» Бидгощ СК «Асторія» Бидгощ               | Ні             | Ні       | 5 318                    | 760             | 6 078                       | [ 9 ]                |            |
| Торунь                   | Арена Торунь                  | 2014          | БК «Катажинки» Торунь БК «Тварде Перники» Торунь ВК «Будовляні» Торунь | Так            | Ні       | 5 192                    | 510             | 5 702                       | [ 10 ]               |            |
| Гданськ                  | Галя Олівія                   | 1972          | ХК «Сточньовець»                                                       | Ні             | Так      | 3 800                    | 1 700           | 5 500                       | [ 11 ]               |            |
| Плоцьк                   | Орлен Арена                   | 2010          | ГК «Вісла» Плоцьк                                                      | Ні             | Ні       |                          |                 | 5 467                       | [ 12 ]               |            |
| Щецин                    | Нетто Арена                   | 2014          | БК «Вільки Морські» ГК «Погонь» Щецин                                  | Ні             | Ні       |                          |                 | 5055                        | [ 13 ]               |            |
| Зелена Гура              | Галя Зелена Гура              | 2010          | БК «Засталь»                                                           | Ні             | Ні       |                          |                 | бл. 5 000                   | [ 14 ]               |            |
| Варшава                  | Торвар І                      | 1953          | ВК «Проєкт», СК «Політехніка Варшавська»                               | Ні             | Так      |                          |                 | 4 824                       | [ 15 ]               |            |
| Тарнів                   | Арена Яскулка Тарнів          | 2019          | ГК «Група Азоти» Тарнів                                                | Ні             | Ні       | 3 559                    | 358             | 4 317                       | [ 16 ]               |            |
| Ряшів                    | Галя Подпром'є                | 2002          | ВК «Ресовія» ВК «ДевелопРес»                                           | Ні             | Ні       |                          |                 | 4 304                       | [ 17 ]               |            |
| Гдиня                    | Гдиня Арена                   | 2008          | БК «Арка» Гдиня ГК «Арка» Гдиня БК «Лотос» Гдиня                       | Ні             | Ні       | 3 324                    | 947             | 4 271                       | [ 18 ]               |            |
| Любін                    | Галя Любін                    | 2014          | ВК «Купрум» Любін, ГК «Заглембє» Любін (Ч і Ж)                         | Ні             | Ні       | 2 134                    | 1 580           | 3 714                       | [ 19 ]               |            |
| Познань                  | Арена Познань                 | 1974          | «ПБГ Баскет» Познань                                                   | Так            | Ні       |                          |                 | 3 600                       | [ 20 ]               |            |
| Вроцлав                  | Зала століття                 | 1913          | СК «Гвардія» Вроцлав СК «Шльонськ» Вроцлав                             | Ні             | Ні       |                          |                 | 3 571                       | [ 21 ]               |            |
| Влоцлавек                | Галя Містшув                  | 2001          | БК Анвіль Влоцлавек                                                    | Ні             | Ні       |                          |                 | 3 500                       | [ 22 ]               |            |
| Зґожелець                | Турув Арена                   | 2014          | БК «Турув»                                                             | Ні             | Ні       |                          |                 | 3 500                       | [ 23 ]               |            |
| Ополе                    | Галя Окронґлек                | 1968          |                                                                        | Ні             | Ні       |                          |                 | 3374                        | [ 24 ]               |            |
| Кельці                   | Галя Легіонів                 | 2006          | ГК Віве Кельці ВК «Буськов'янка» Кельці                                | Ні             | Ні       | 3 000                    | 300             | 3 300                       | [ 25 ]               |            |
| Люблін                   | Галя Глобус                   | 2006          | ГК «МКС Люблін» БК «Старт» Люблін                                      | Ні             | Так      |                          |                 | 3 206                       | [ 26 ]               |            |
| Каліш                    | Арена Каліш                   | 2006          | ГК «МКС Каліш» ВК «Цалісья»                                            | Ні             | Ні       |                          |                 | 3 164                       | [ 27 ]               |            |
| Островець-Свентокшиський | Галя КСЗО                     | 2011          | СК «КСЗО» Островець-Свентокшиський                                     | Ні             | Ні       |                          |                 | 3 094                       | [ 28 ]               |            |
| Бельсько-Бяла            | Галя Бельсько-Бяла            | 2010          | ВК «Алюпроф»                                                           | Ні             | Так      | 3 053                    |                 | 3 053                       | [ 29 ]               |            |
| Лодзь                    | Арена імені Юзефа Жилінського | 2018          | ВК «ЛКС Лодзь» ВК «Будовляни» Лодзь                                    | Ні             | Ні       | 2 129                    | 888             | 3 017                       | [ 30 ]               |            |
| Кошалін                  | Галя Кошалін                  | 2012          | АСЗ «Кошалін», АСЗ «Політехніка Кошалінська»                           | Ні             | Ні       | 2 242                    | 758             | 3 015                       | [ 31 ]               |            |
| Ястшембе-Здруй           | Галя Ястшембе-Здруй           | 1971          | ВК «Ястшембський Венґель»                                              | Ні             | Ні       |                          |                 | 3 005                       | [ 32 ]               |            |
| Сянік                    | Арена Сянок                   | 2006          | ХК «Сянок»                                                             | Ні             | Так      |                          |                 | 3 000                       | [ 33 ]               |            |
| Томашів-Мазовецький      | Арена Льодова                 | 2017          | СК «Пілиця» Томашів-Мазовецький                                        | Так            | Так      |                          |                 | 3 000                       | [ 34 ]               |            |
| Сосновець                | Арена Сосновець               | 2023          |                                                                        |                | Ні       |                          |                 | 3 000                       |                      |            |
| Торунь                   | Тор-Тор                       | 1960          | «ТТХ Неста Каравела» Торунь                                            | Ні             | Так      | 2 997                    |                 | 2 997                       | [ 35 ]               |            |
| Домброва-Гурнича         | Галя Домброва-Гурнича         | 2004          | ВК «МКС» Домброва-Гурнича                                              | Ні             | Ні       |                          |                 | 2 944                       | [ 36 ]               |            |
| Кендзежин-Козьле         | Галя Азоти                    | 2005          | ВК «ЗАКСА»                                                             | Ні             | Ні       |                          |                 | 2 913                       | [ 37 ]               |            |
| Вроцлав                  | Галя Орбіта                   | 2004          | СК «Гвардія» Вроцлав                                                   | Ні             | Так      |                          |                 | 2 816                       | [ 38 ]               |            |
| Ниса                     | Галя Ниса                     | 2017          | ВК «Сталь» Ниса                                                        | Ні             | Ні       |                          |                 | 2 500                       | [ 39 ]               |            |
| Ольштин                  | Галя Уранія                   | 1978          | ВК «АЗС» Ольштин ГК «Вармія» Ольштин                                   | Ні             | Ні       |                          |                 | 2 390                       | [ 40 ]               |            |
| Новий Торг               | Галя Льодова                  | 1975          | ХК «Подгале»                                                           | Ні             | Так      |                          |                 | 2 362                       | [ 41 ]               |            |
| Валбжих                  | Аква-Здруй                    | 2013          | БК «Гурник» Валбжих ВК Аква-Здруй                                      | Ні             | Ні       |                          |                 | 2 000                       | [ 42 ]               |            |
| Прушкув                  | Арена Прушкув                 | 2008          |                                                                        | Ні             | Ні       | 1 800                    |                 | 1 800                       | [ 43 ]               |            |
| Забже                    | Галя Забже                    | 1975          |                                                                        | Ні             | Ні       |                          |                 | 1 777                       | [ 44 ]               |            |
| Ченстохова               | Галя Полонія                  | 1986          | ВК «АЗС Ченстохова», БК «Титан» Ченстохова, ВК «Норвід» Ченстохова     | Ні             | Ні       | 1 165                    | 440             | 1 605                       | [ 45 ]               |            |
| Прудник                  | Галя Прудник                  | ok. 1980      | БК «Погонь» Прудник ВК «Прудник»                                       | Ні             | Ні       |                          |                 | бл. 1 600                   | [ 46 ]               |            |
| Бидгощ                   | Артего Арена                  | 2014          | БК «Артеґо» Бидгощ СК «Асторія» Бидгощ                                 | Ні             | Ні       |                          |                 | 1470                        | [ 47 ]               |            |
| Стальова Воля            | Галя Стальова Воля            |               | БК «Сталь» Стальова Воля                                               | Ні             | Ні       | 1 455                    |                 | 1 455                       | [ 48 ]               |            |
| Гнезно                   | Галя імені Мечислава Лопатки  | 2018          |                                                                        | Ні             | Ні       | 1 200                    |                 | 1 200                       | [ 49 ] [ 50 ] [ 51 ] |            |